# مرغ باران ایزدی
مرغ باران ایزدی (نام علمی: Pterodroma solandri) نام یک گونه از سرده مرغ باران خرمگسی است.